# King Abdullah Sports City
King Abdullah Sports City – stadion piłkarski w Dżuddzie, w Arabii Saudyjskiej.

Budowę obiektu rozpoczęto w 2012 roku, a otwarcie miało miejsce 1 maja 2014 roku. Trzypoziomowe trybuny stadionu mogą pomieścić 60 241 widzów (pierwotnie zakładano budowę nawet 100-tysięcznego obiektu). W ramach projektu obok areny powstał również stadion lekkoatletyczny, hala sportowa, boiska treningowe, meczet oraz 25 tys. miejsc parkingowych.